# Maison de Lynden
Pour les articles homonymes, voir Lynden.
 (juillet 2024).
Si vous disposez d'ouvrages ou d'articles de référence ou si vous connaissez des sites web de qualité traitant du thème abordé ici, merci de compléter l'article en donnant les références utiles à sa vérifiabilité et en les liant à la section « Notes et références ».
La Maison de Lynden est une des plus anciennes familles de la noblesse des Pays-Bas, originaire du Duché de Gueldre.
Cette famille divergea en plusieurs branches. La plupart restèrent aux Pays-Bas et générèrent plusieurs chefs de guerre, ministres et politiciens des Provinces-Unies et des Pays-Bas.
Une branche acquit des seigneuries dans la Principauté de Liège, qui furent réunies en 1676 pour former le Comté d'Aspremont-Lynden. Cette branche appartenait aux comtes du Saint-Empire et aux États impériaux. Elle fournissait également des officiers supérieurs en Autriche-Hongrie et existe toujours en Belgique aujourd'hui.

## Seigneurie de Lynden

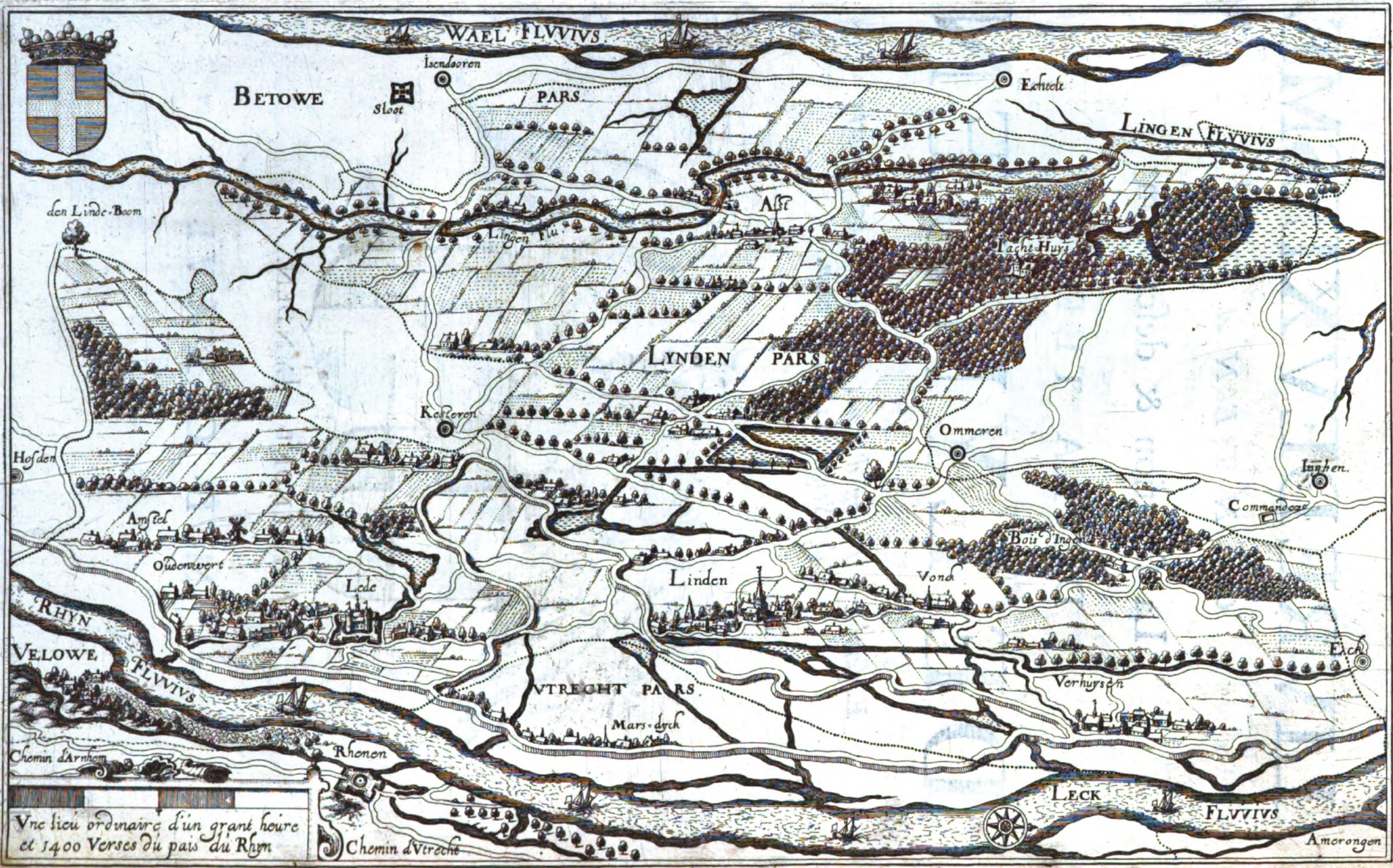
Domaine de Lynden (Lienden) au XVIIe siècle, vu du Nord

Selon les historiens contemporains, les Lynden étaient à l’origine des ministériels  au service de l’abbaye d’Elten, ayant reçu les terres de Lynden en prêt de l’abbaye. Ils se seraient peu à peu élevés de rang par des mariages stratégiques.
La seigneurie de Lynden regroupait alors les environs du village actuel de Lienden, en Betuwe. C'est là que se trouvait ce qui devint la demeure de la famille, le château dit de Ter Lede, à proximité du Rhin, entre les villes de Rhenen et Kesteren. 
Le château d'Hemmen en Overbetuwe appartenait à la famille de 1375 à 1931. Pendant un certain temps, elle a également possédé le château d'Aalst (près de Zaltbommel) et le château de Sinderen (près de Voorst).
En 1792, une branche de la famille acquit le château de Sandenburg à Langbroek, qui fut rénové dans le style néo-gothique à partir de 1861 et appartient encore aujourd'hui à la famille van Lynden van Sandenburg. Constantijn Theodoor van Lynden van Sandenburg (1826-1885), fut premier ministre des Pays-Bas et fut élevé au rang de comte.

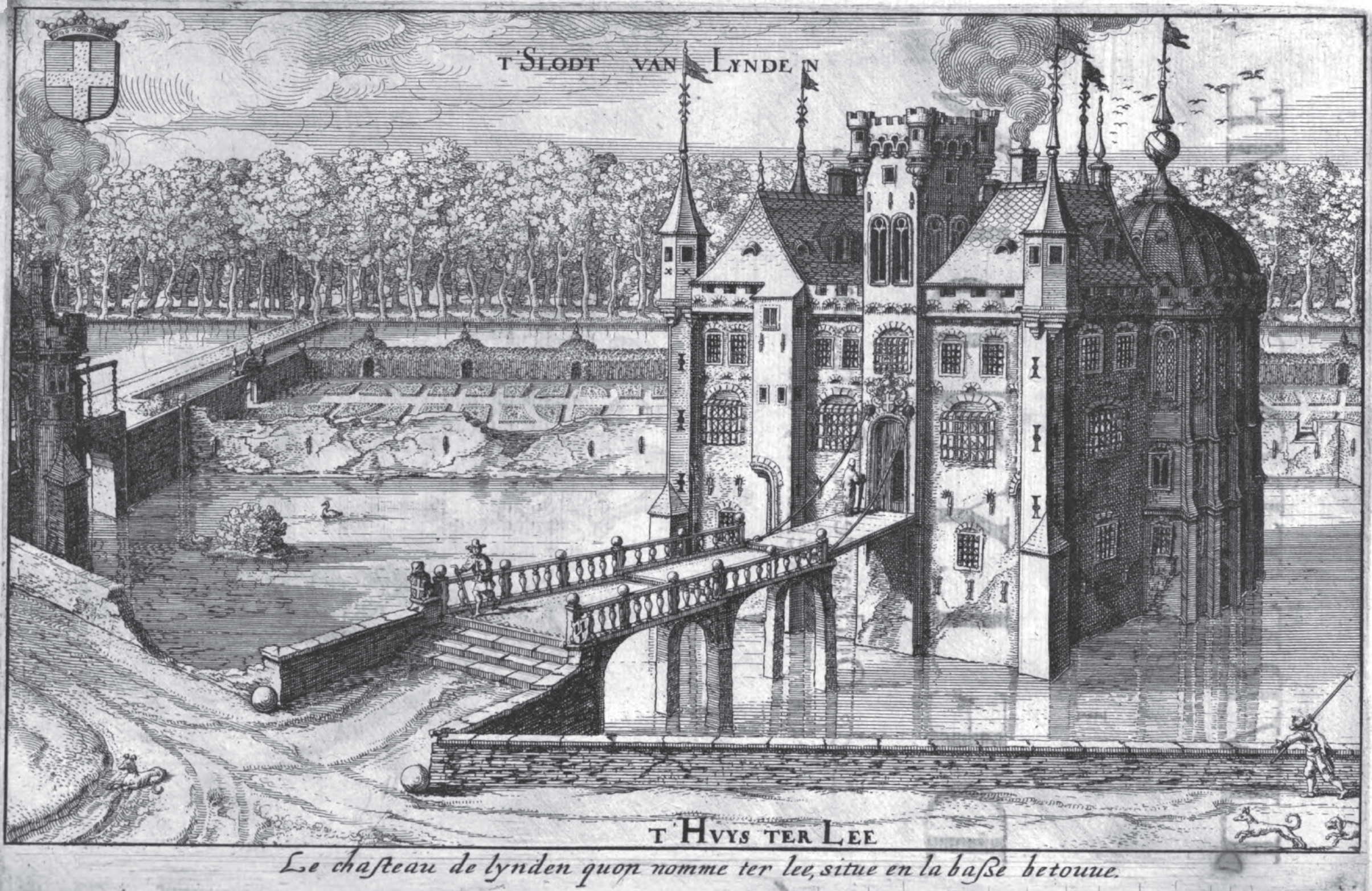
Château de Ter Lede à Lienden.
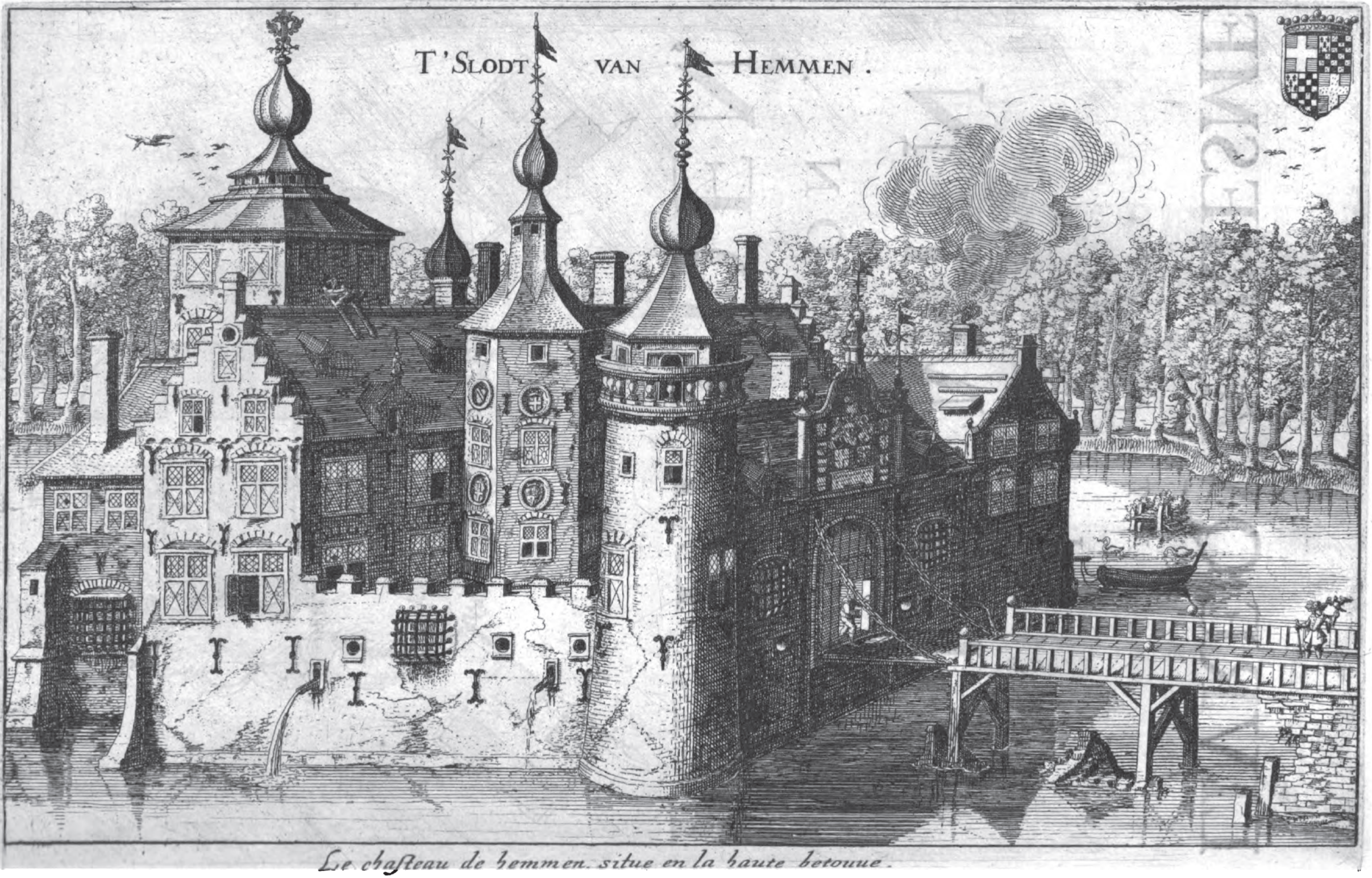
Château d'Hemmen
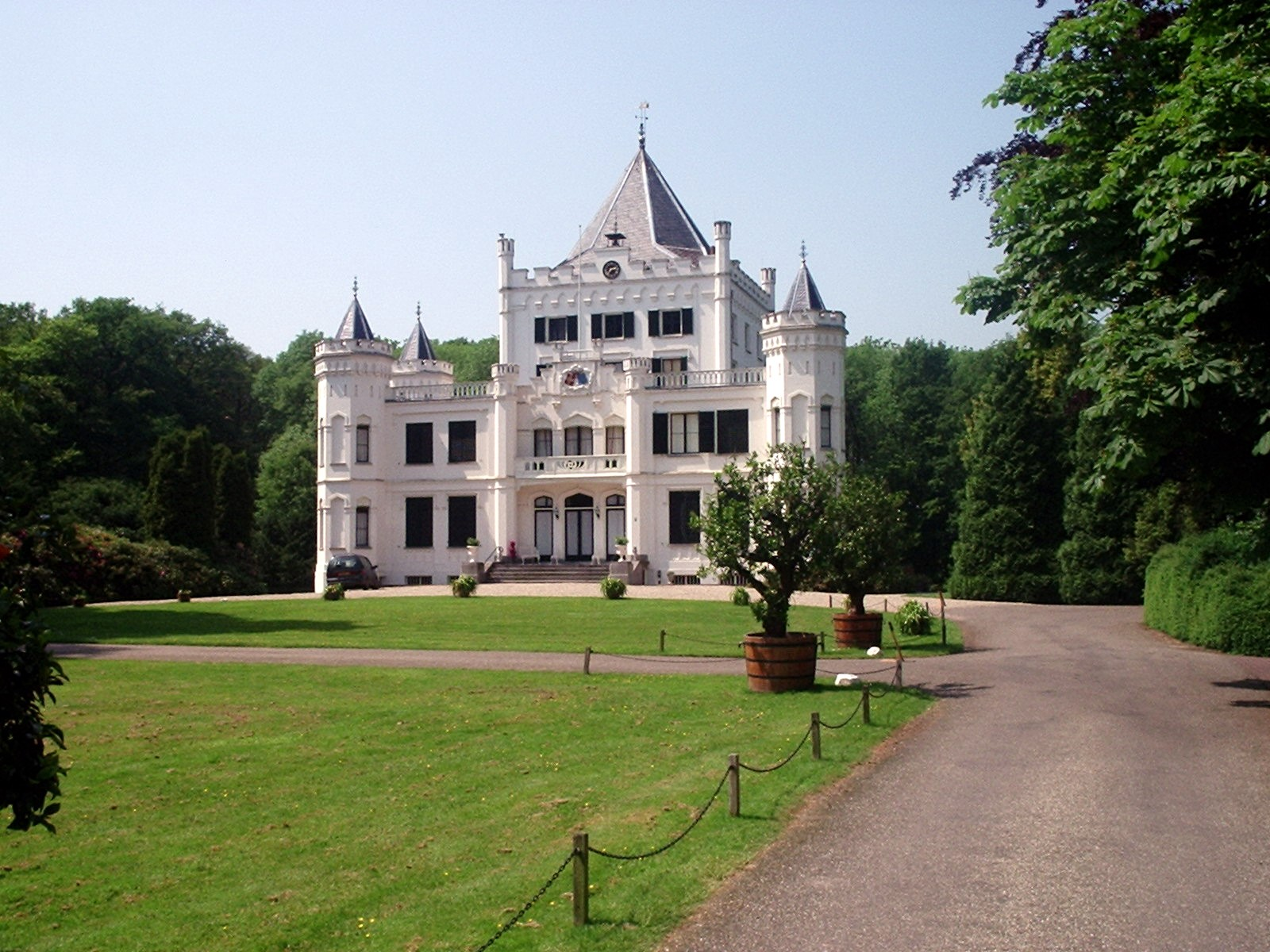
Château de Sandenburg

## Comté d'Aspremont-Lynden

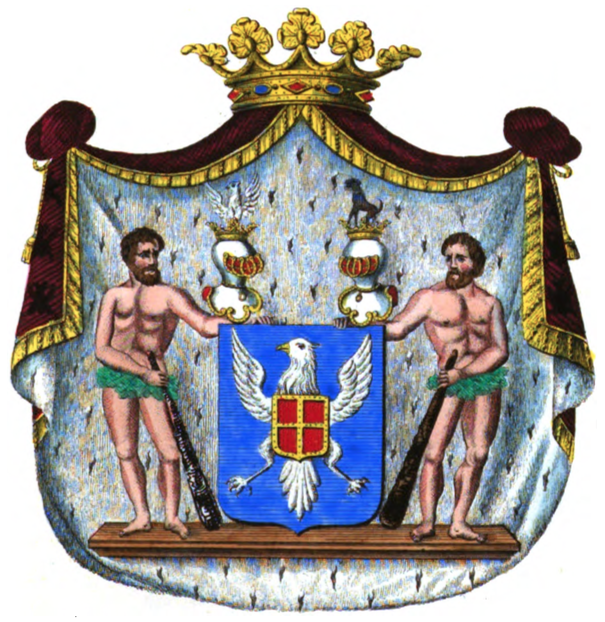
Blason des comtes d'Aspremont-Lynden

Au XVIe siècle, Thierry de Lynden (Dirk van Lynden) se rendit à la cour du prince-évêque de Liège, Érard de La Marck, épousa sa nièce Catherine, vendit plus tard ses biens hollandais et acquit des seigneuries (dont Dormaal) dans la Principauté de Liège où il a été steward et conseiller privé. Son fils Herman de Lynden (1547-1603) acquiert le Château de Rekem (en allemand: Reckheim) à Rekem (en Belgique) de Guillaume de Quadt-Wykradt en 1579, tandis que son frère Robert de Lynden (vers 1535-1610) acquiert le Château de Froidcourt avec le domaine de Stoumont. Tous deux étaient des officiers militaires de haut rang. En 1610, ils sont élevés au rang de barons du Saint-Empire. 
En 1676, leurs descendants reçurent le statut de comtes du Saint-Empire sous le nom d'Aspremont-Lynden. Ils avaient revendiqué la descendance (mais sur la base d'un faux) des comtes lorrains d'Aspremont, disparus au XIVe siècle et portant un blason similaire. Depuis lors, le comté de Reckheim appartient au Cercle du Bas-Rhin-Westphalie et ses propriétaires au Collège impérial des comtes de Basse-Rhénanie-Westphalie qui siège et vote à la banque des comtes de la Diète d'Empire.

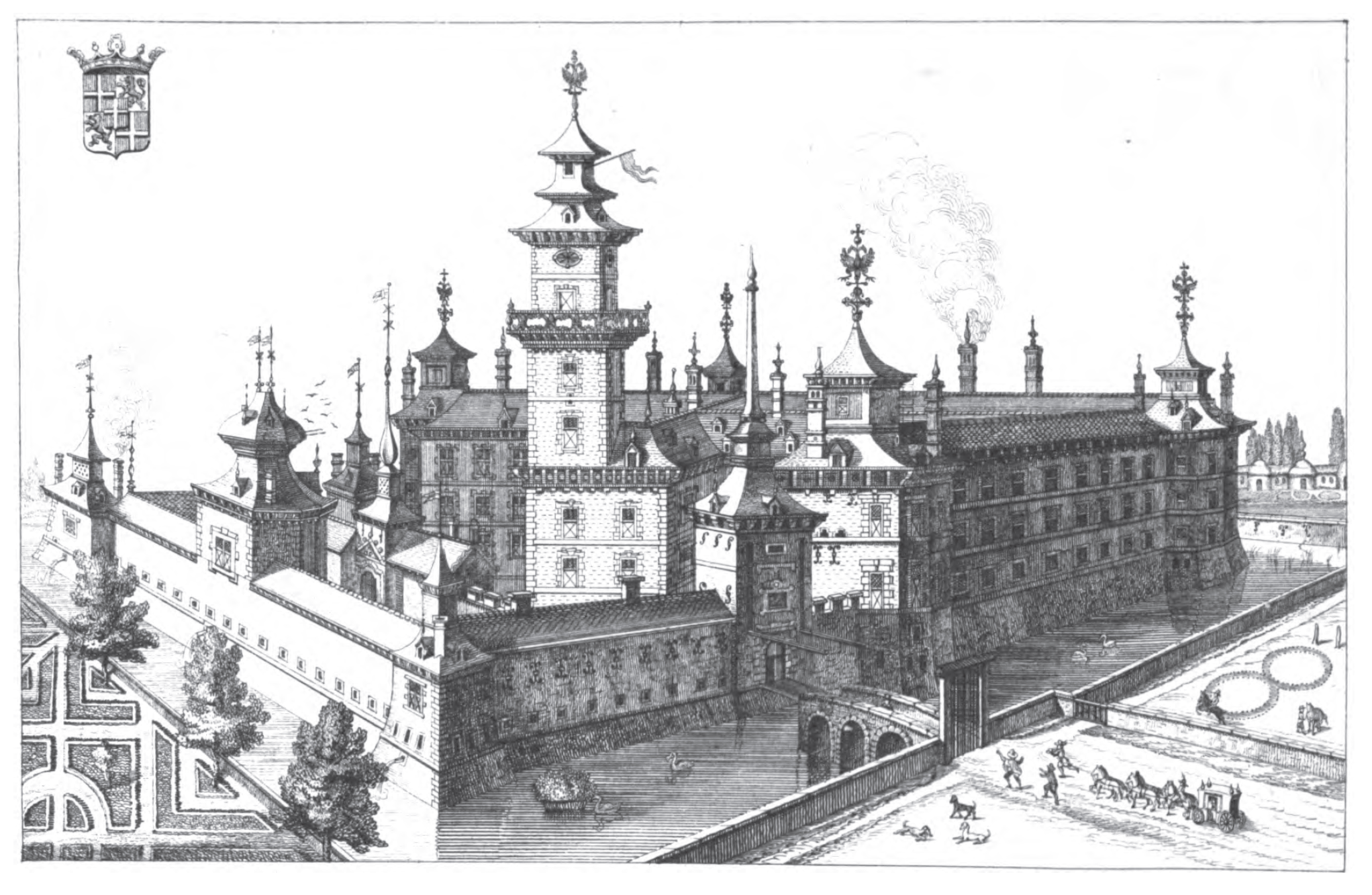
Château de Rekem, 1626
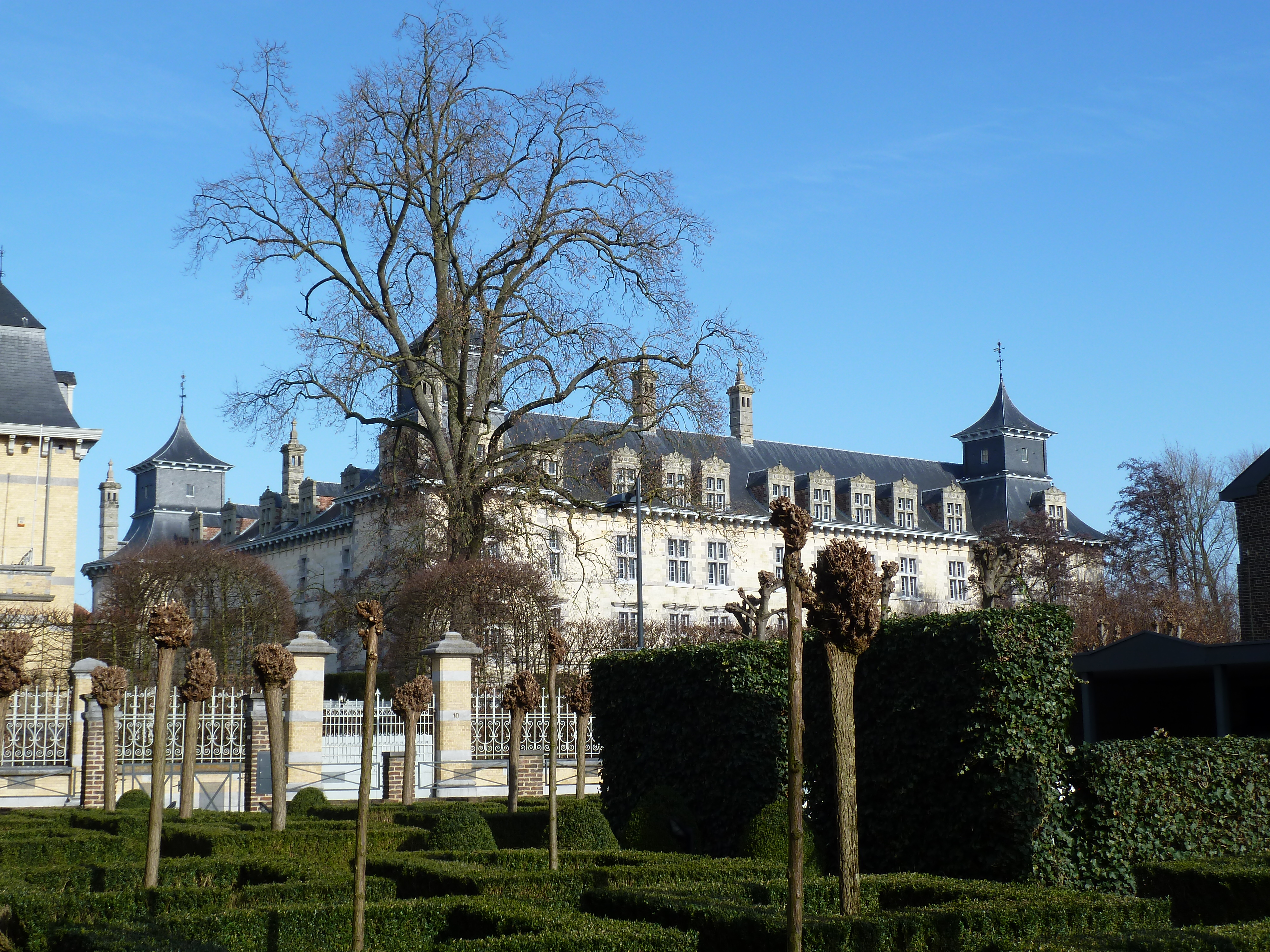
Château de Rekem, 2013
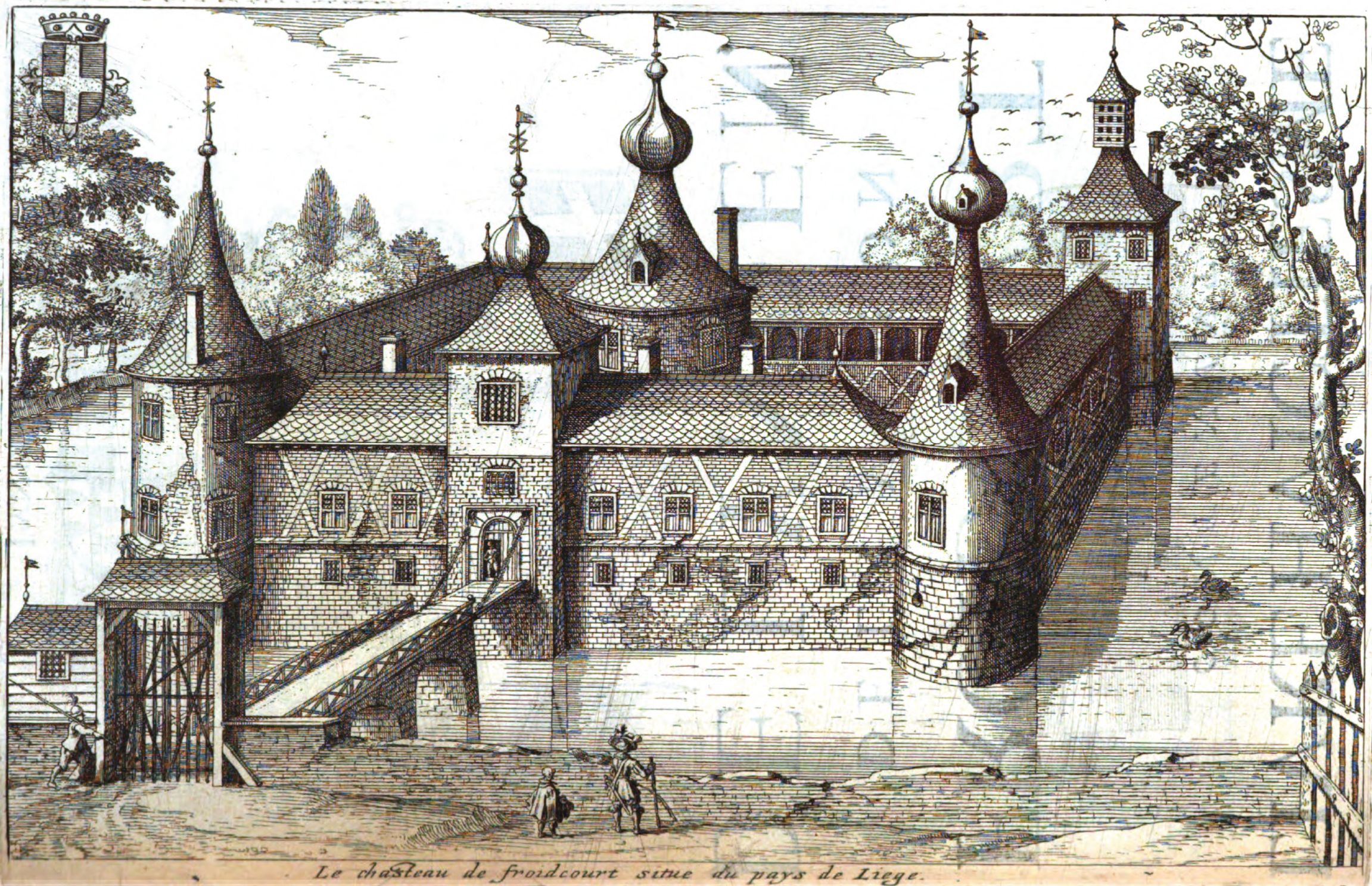
Château de Froidcourt, 1626

Cette branche a fourni des militaires, des politiciens et des ministres de haut rang dans la principauté de Liège, le Saint Empire romain germanique et plus tard en Belgique. Plusieurs membres de cette branche ont servi les Habsbourg et se sont installés en Autriche-Hongrie, dont le maréchal comte Ferdinand Gobert d'Aspremont Lynden (1645-1708), qui a reçu des possessions en Hongrie par son mariage avec Julia Barbara Rákóczi, ou son neveu Charles d'Aspremont Lynden (1689-1772), qui était également maréchal. La famille a résidé au Palais Aspremont à Bratislava et au Palais Erdődy-Fürstenberg à Vienne.
En 1793, le comté de Rekem est occupé par la France révolutionnaire lors de la guerre de la première coalition et annexé en 1795. Le comte Jean Népomucène Gobert d'Aspremont-Lynden (1732–1805) a été indemnisé avec le monastère sécularisé de Baindt dans le Wurtemberg et une pension en 1802, mais en 1812, son fils a vendu le monastère. A sa mort le 16 septembre 1819 et seulement trois jours plus tard, celle de son fils unique Charles Gobert (1790-1819), la branche des comtes de Rekem s'éteint dans la lignée masculine. La comtesse Marie d'Aspremont-Lynden (1787–1866), fille du comte Jean Gobert et, à partir de 1807, épouse du comte George d'Erdödy (1785-1859) est devenue héritière des domaines hongrois Lednické Rovne, Ónod, Szerencz, Borša (Borsi) et Makovicza.
Le château de Barvaux-Condroz dans la province de Namur appartient à la famille d'Aspremont-Lynden depuis 1680.

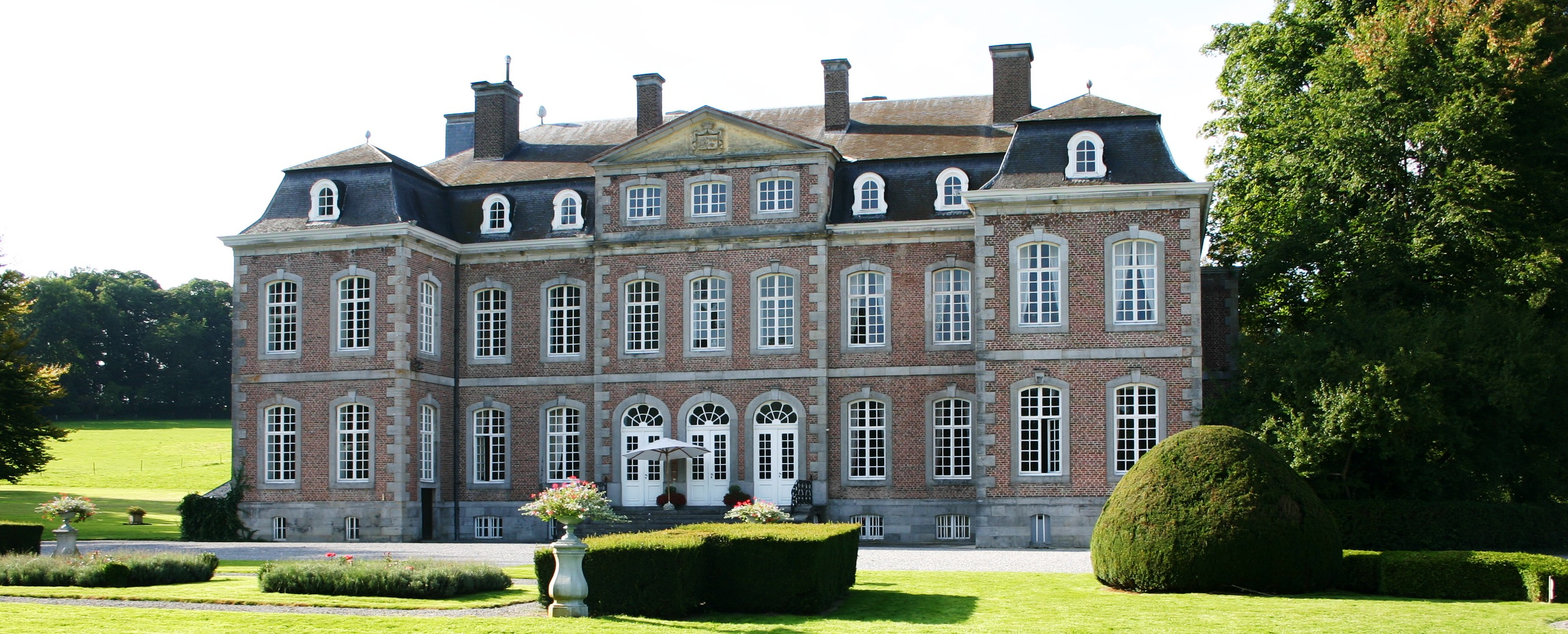
Château de Barvaux-Condroz, Belgique
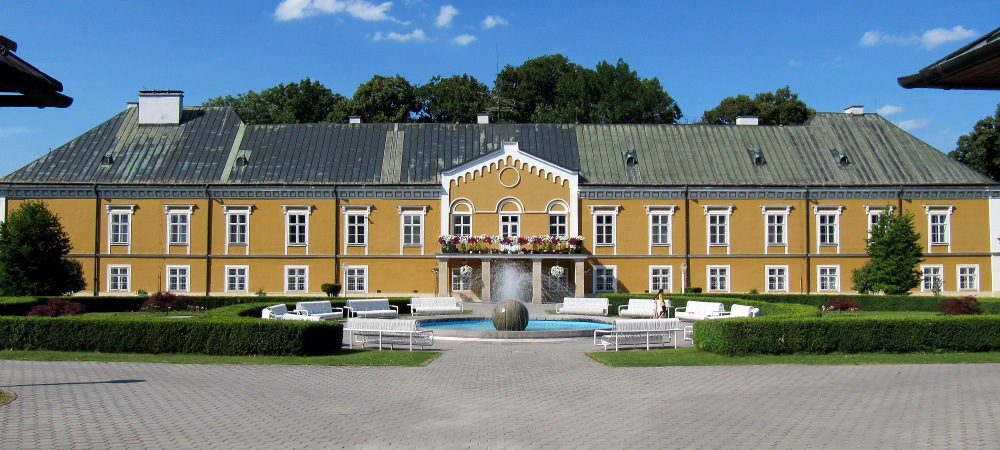
Château de Lednické Rovne, Slovaquie
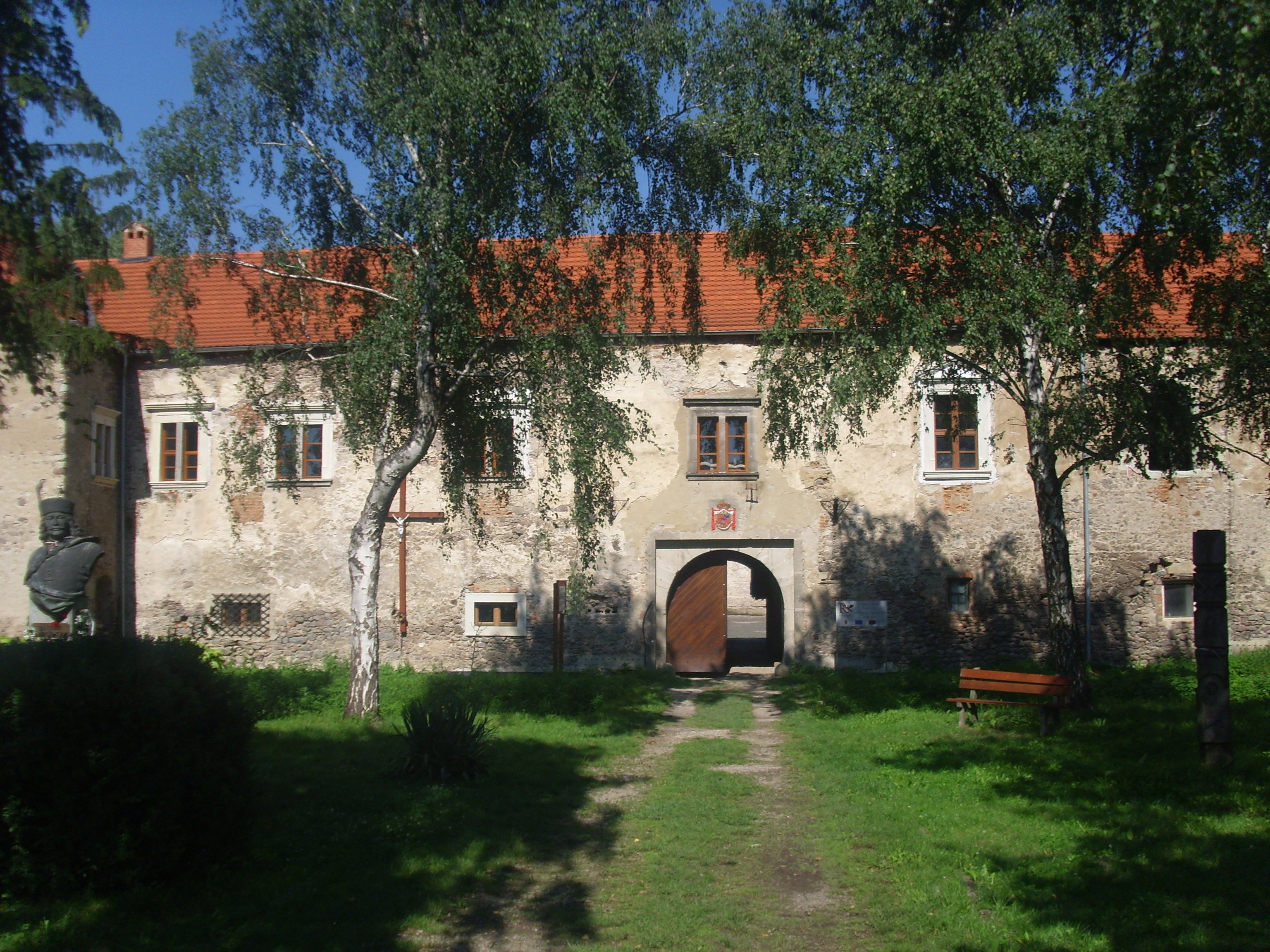
Château de Borša, Slovaquie
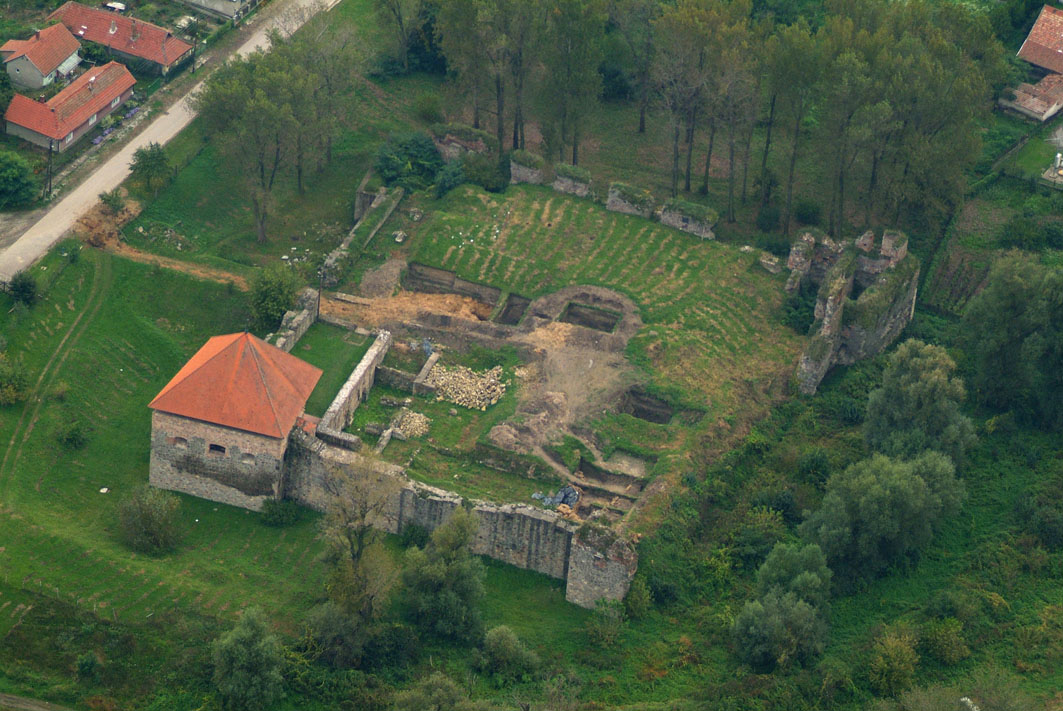
Château d'Ónod, Hongrie

## Personnalités

### Personnalités politiques néerlandaises
- Frans Godaert baron van Lynden, 13e Heer van Hemmen, Blitterswijk en Lunenburg (1702-1786)[1],[2] ;
- Caspar Anton van Lynden tot de Park (nl) (1707-1748) sénéchal de Bredevoort ;
- Constantia van Lynden van Hoevelaken (en) (1761-1831), maitresse de Guillaume V d'Orange-Nassau[1],[3],[4],[5],[6],[7],[8] ;
- Willem Carel Hendrik van Lynden van Blitterswijk (nl) (1736-1816), membre de la première Chambre ;
- Frans Godert van Lynden van Hemmen (nl) (1761-1845), membre de la première Chambre ;
- Jan Hendrik van Lynden van Lunenburg (nl) (1765-1854), membre de la première Chambre ;
- Jan Elias Nicolaas van Lynden van Hoevelaken (nl) (1766-1841), membre de la seconde Chambre, président de la seconde Chambre ;
- Le comte Constantijn Theodoor van Lynden van Sandenburg (1826-1885), premier ministre des Pays-BasJan Carel Elias van Lynden (nl) (1770-1825), Gouverneur Provincial ;

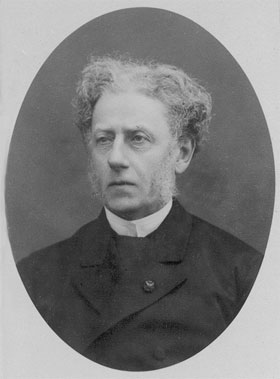
Le comte Constantijn Theodoor van Lynden van Sandenburg (1826-1885), premier ministre des Pays-Bas

- Dirk van Lijnden (nl) (1779-1837), bourgmestre de Nimègue ;
- Willem Jan Elias van Lynden van Hemmen (nl) (1791-1860), membre de la seconde Chambre ;
- Frederik August Alexander Carel van Lynden van Sandenburg (nl) (1801-1855), membre de la seconde Chambre ;
- Willem van Lynden (nl) (1806-1866), membre de la seconde Chambre ;
- Rudolph Willem van Lynden (nl) (1808-1876), commissaire du Roi ;
- Constantijn Theodoor van Lynden van Sandenburg (1826-1885), Premier ministre des Pays-Bas, Membre de la seconde Chambre, Membre de la première Chambre ;
- Frans Godert van Lynden van Hemmen (nl) (1836-1931), membre de la première Chambre ;
- Robert Melvil van Lynden (nl) (1843-1910), membre de la première Chambre, ministre ;
- Alex van Lynden van Sandenburg (nl) (1873-1932), membre de la seconde Chambre, vice-président du Conseil d'État, Commissaire de la Reine ;
- Constant Theodore Emmo van Lynden van Sandenburg (nl) (1905-1990), commissaire de la Reine.

### Membres de la branche comtale d'Aspremont-Lynden
- Robert de Lynden, baron de Froidcourt (1535–1610), acquéreur de la seigneurie de Froidcourt
- Herman de Lynden, baron de Rekem (1547-1603), acquéreur de la seigneurie de Rekem
  - Ernest de Lynden, baron de Rekem, fils d'Herman
- Ferdinand Gobert d'Aspremont Lynden (1645-1708), lieutenant maréchal impérial
- Charles d'Aspremont Lynden (1689-1772), maréchal impérial
- Guillaume Joseph d'Aspremont-Lynden (1702-1779), lieutenant maréchal impérial
- Guillaume d'Aspremont Lynden (1815–1889), ministre belge des Affaires étrangères (1871–1878)
- Charles d'Aspremont Lynden (1888–1967), ministre belge de l'agriculture (1939-1940)
  - Harold Charles d'Aspremont Lynden (1914-1967), 1960/61 ministre belge des Affaires africaines au moment de la crise congolaise
- Geoffroy d’Aspremont Lynden (1904-1979), ambassadeur belge

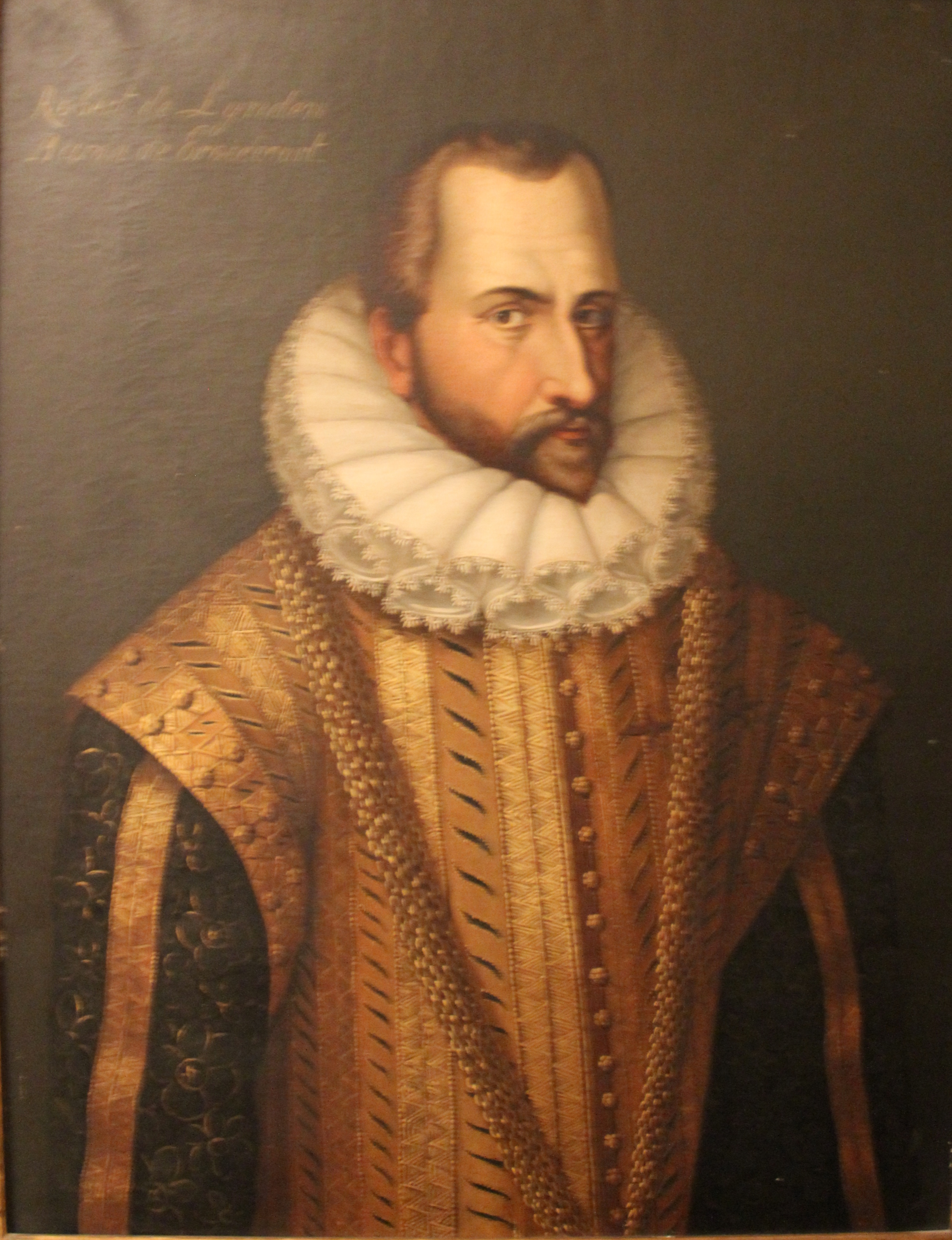
Robert de Lynden, baron de Froidcourt (1535–1610)
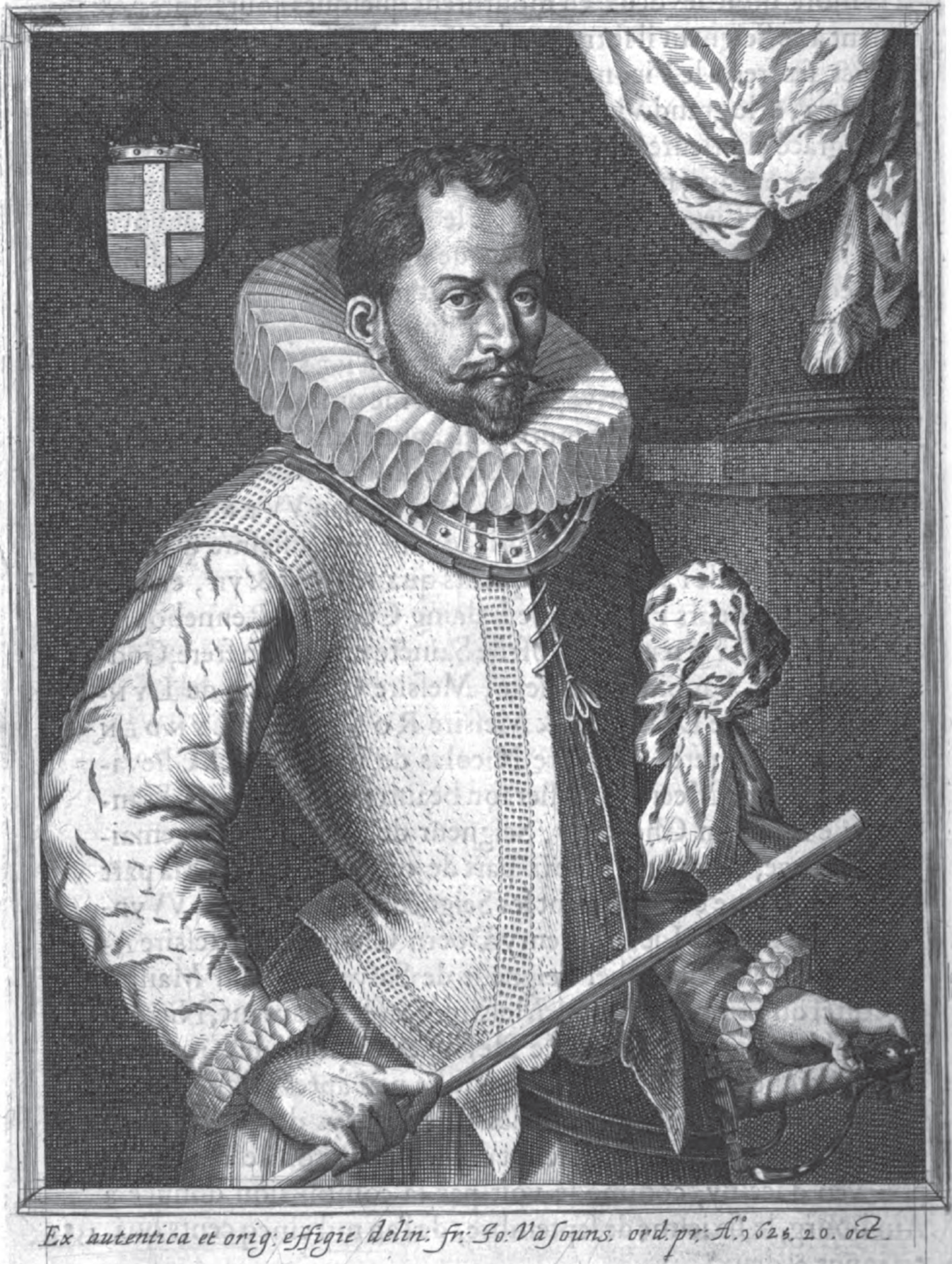
Herman de Lynden, baron de Rekem (1547-1603)
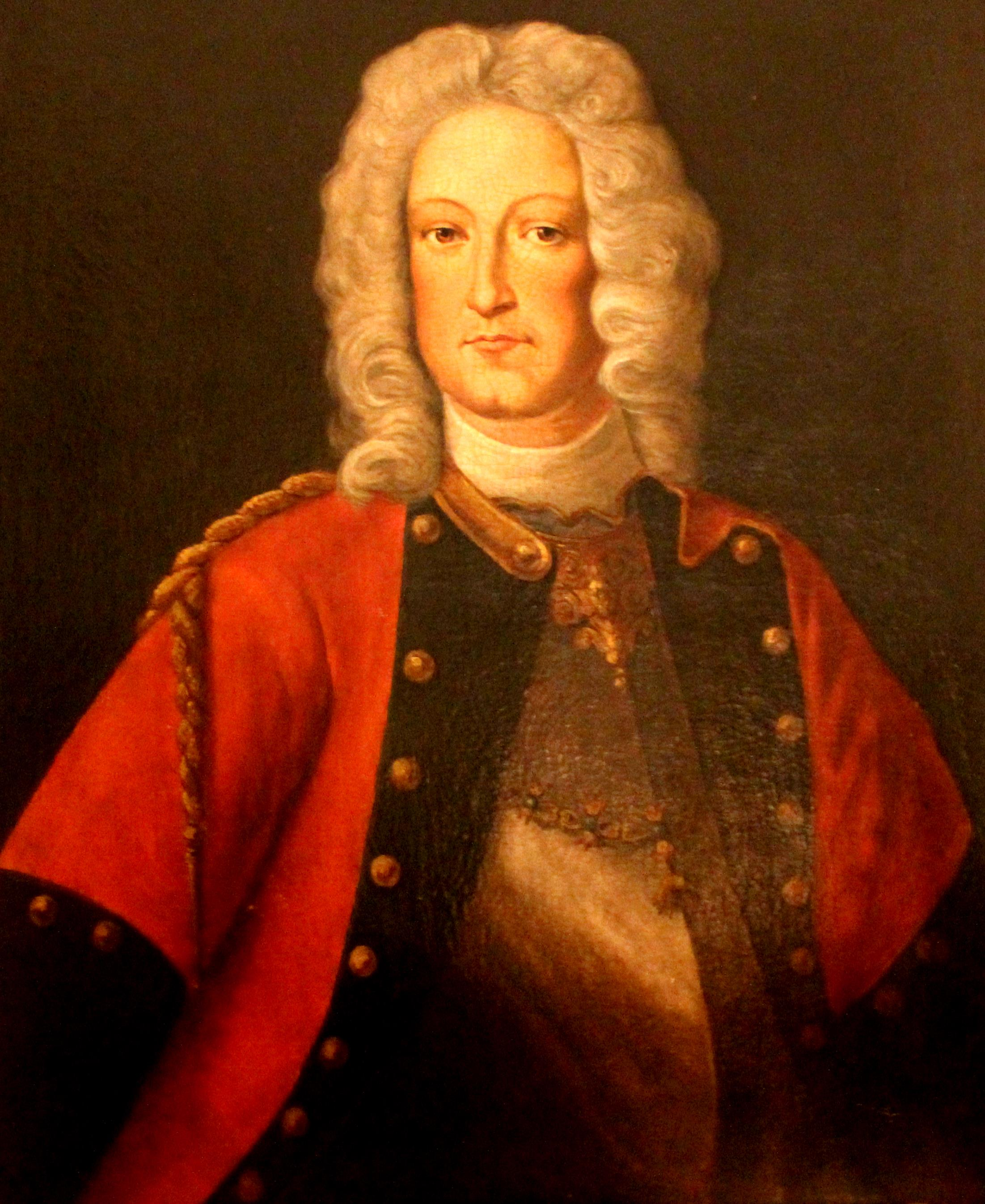
Ferdinand Gobert d'Aspremont Lynden (1645-1708), lieutenant maréchal impérial
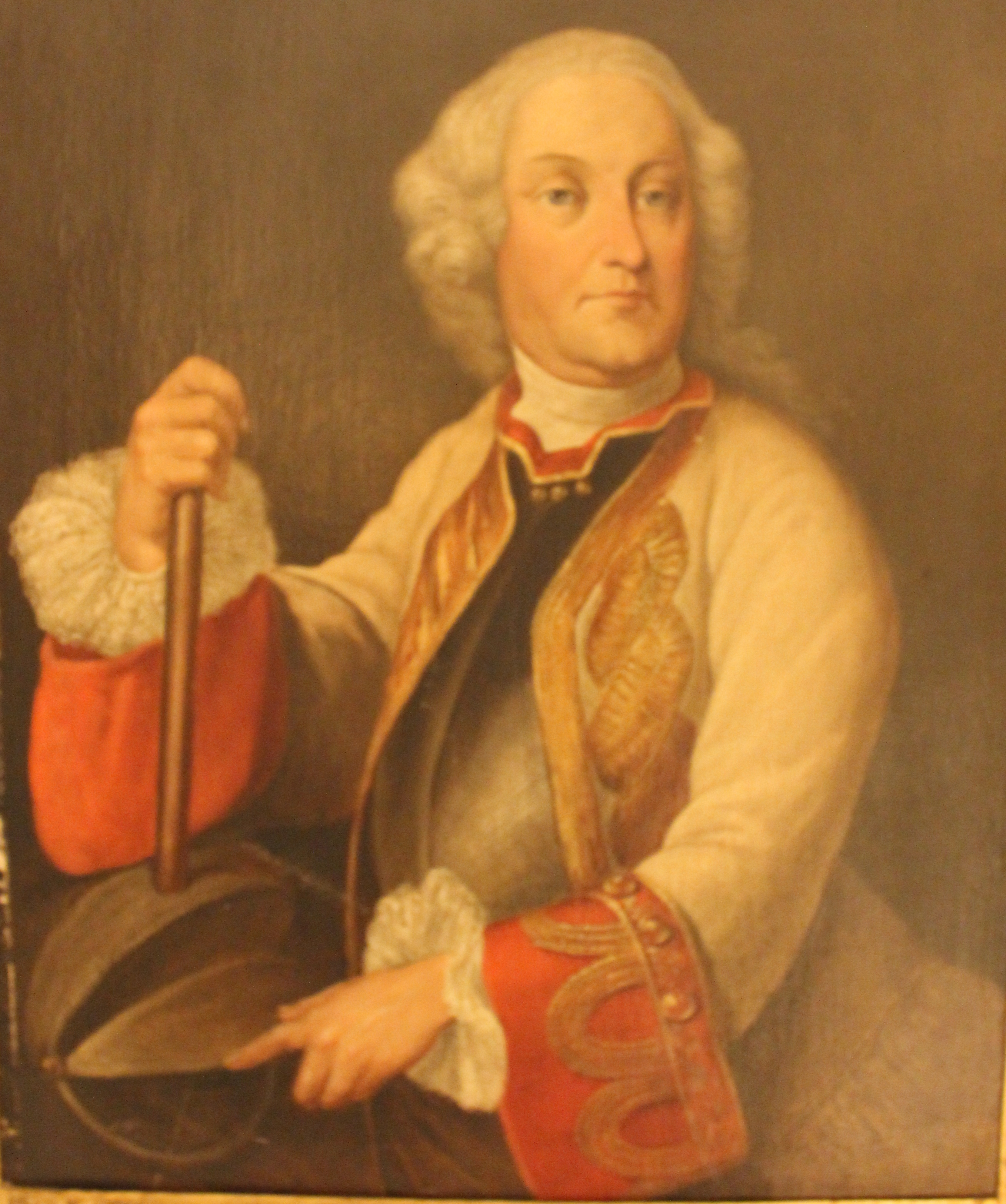
Charles d'Aspremont Lynden (1689-1772), maréchal impérial
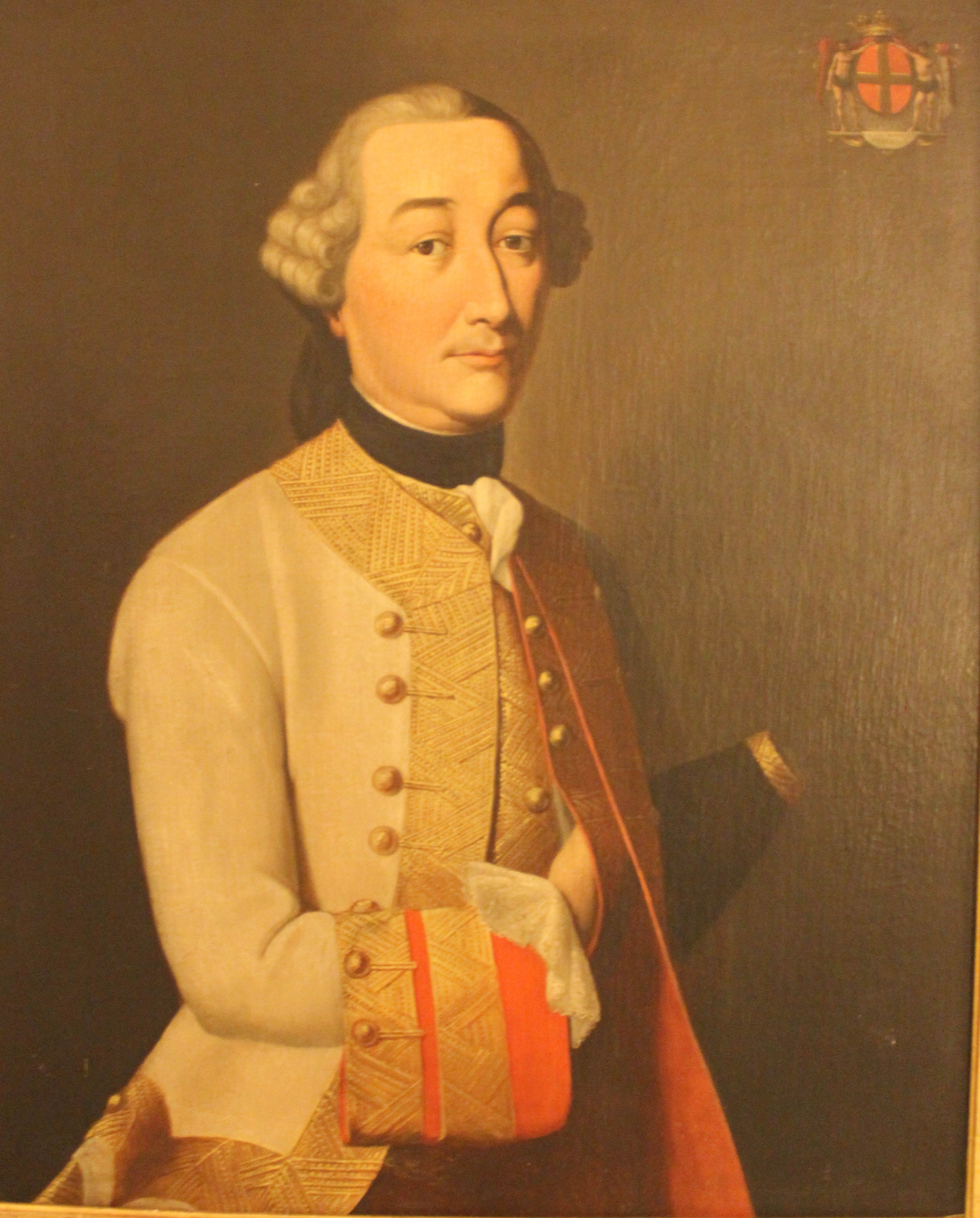
Guillaume Joseph d'Aspremont-Lynden (1702-1779), lieutenant maréchal impérial